# Беркентін
Беркентін (нім. Berkenthin) — громада в Німеччині, розташована в землі Шлезвіг-Гольштейн. Входить до складу району Герцогство Лауенбург. Центр об'єднання громад Беркентін.
Площа — 10,22 км2. Населення становить 2144 ос. (станом на 31 грудня 2020).

## Галерея

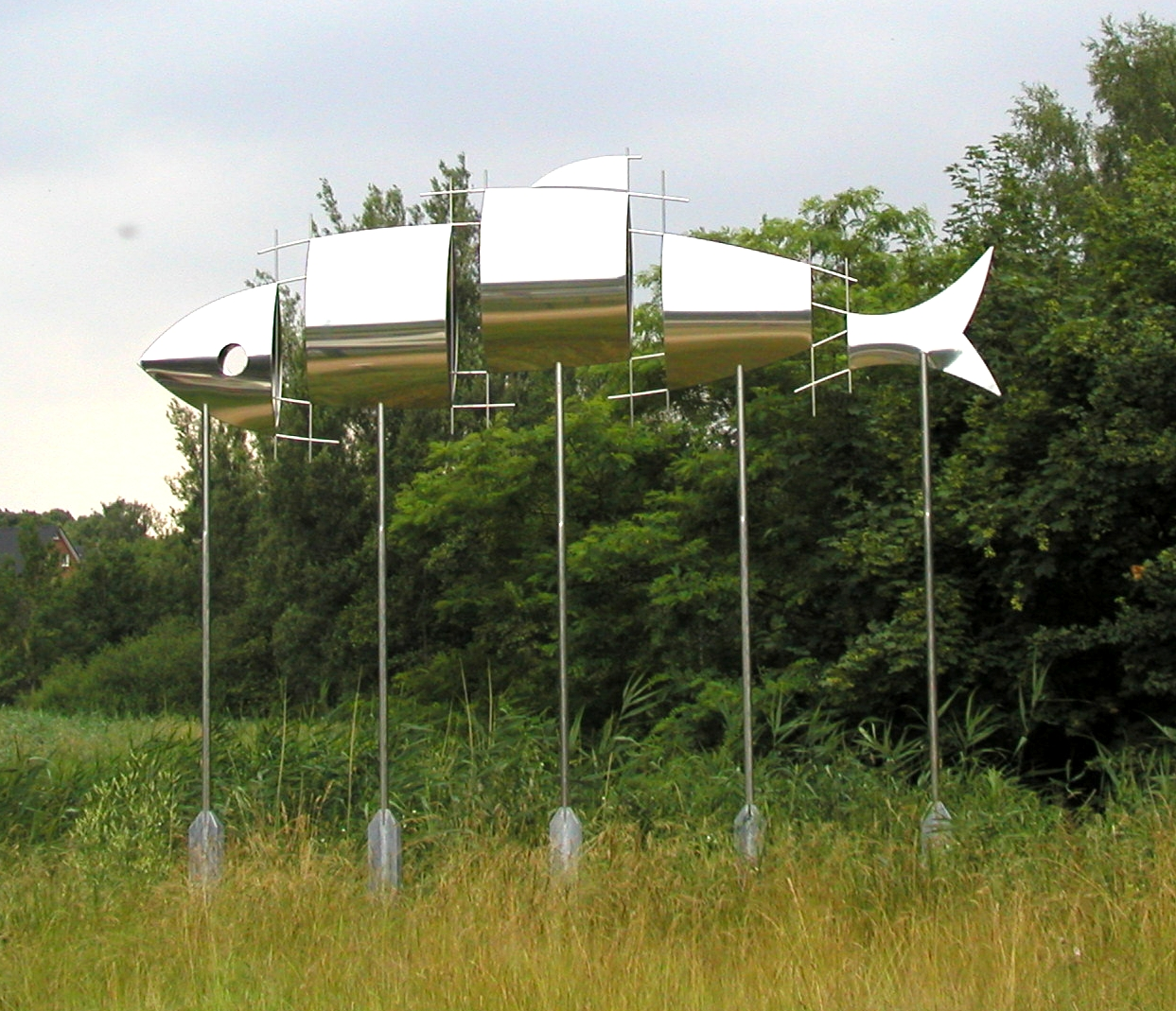
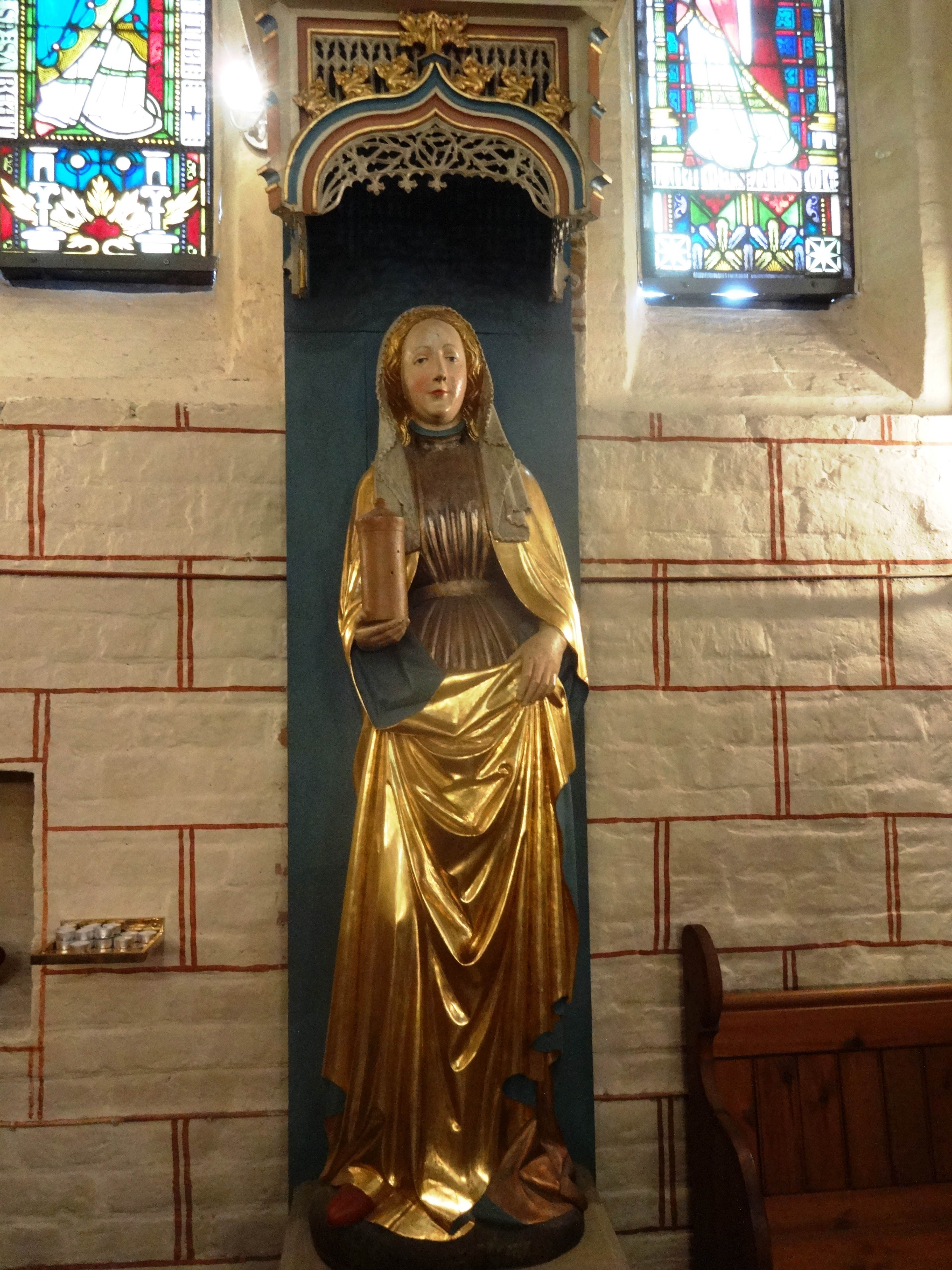
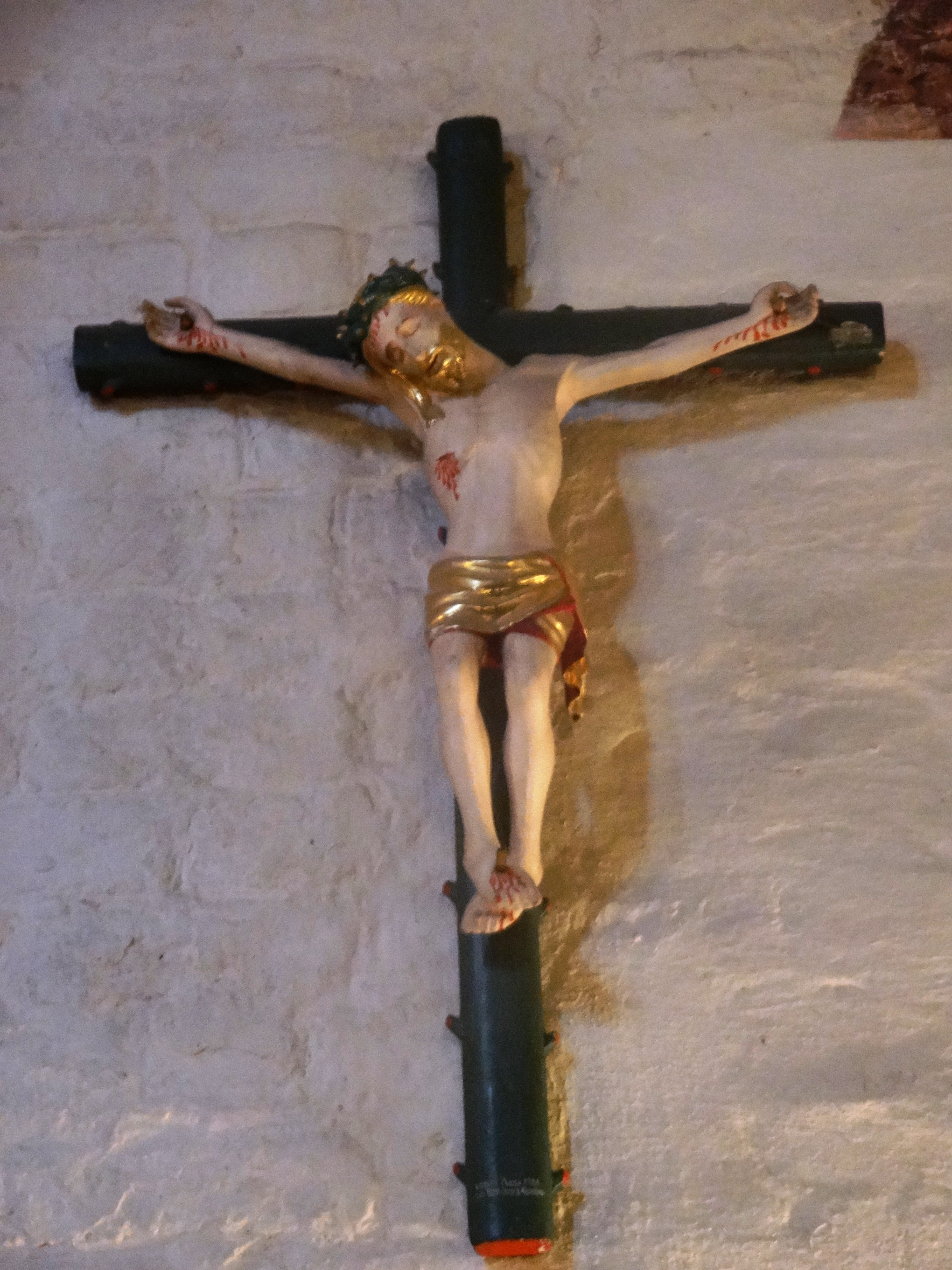